# ユー・オウタ・ノウ
ユー・オウタ・ノウ（原題：You Oughta Know）は、1995年7月7日にカナダのシンガーソングライターであるアラニス・モリセットが発表した楽曲、及び同曲を収録したシングル。

## 概要
彼女の3枚目のスタジオ・アルバム『ジャグド・リトル・ピル』に収録された曲で、同アルバムから最初のシングルとしてもリリースされた。1996年のグラミー賞において、最優秀ロック・ソング賞と最優秀女性ロック・ヴォーカル・パフォーマンス賞を獲得し、最優秀楽曲賞にもノミネートされた。各国の週間シングルチャートでは、オーストラリアで4位、アメリカ合衆国で6位などを記録した。
アメリカでは「ユー・ラーン」とのダブルAサイドシングルとしてリリース。
歌詞の中で過去に短期間交際していたデイブ・クーリエとの別れについて唄われており、クーリエは「二人だけしか知らない恋人時代のパーソナルなことが唄われていたからびっくりした」と語っている。
レッド・ホット・チリ・ペッパーズからフリー（ベース）、デイヴ・ナヴァロ（ギター）が参加している。